# تاوانیاسکو
تاوانیاسکو (به ایتالیایی: Tavagnasco) یک کومونه در ایتالیا است که در استان تورین واقع شده‌است.

## خصوصیات
تاوانیاسکو ۸٫۶ کیلومترمربع مساحت و ۸۳۲ نفر جمعیت دارد و ۲۷۰ متر بالاتر از سطح دریا واقع شده‌است.